# Chambéry Savoie Handball
El Chambéry Savoie HB es un equipo de balonmano de la localidad francesa de Chambéry. Actualmente milita en la Primera División de la liga francesa de balonmano.

## Palmarés
- Ligas de Francia: 1
  - Campeón (1): 2001
- Copas de la Liga: 1 
  - Campeón (1): 2002
- Supercopa de Francia
  - Campeón (1): 2013
  - Finalista (3): 2010, 2011 y 2012
- Copa de Francia
  - Campeón (1): 2019

## Plantilla 2024-25
|  | Porteros - 16 Valentin Kieffer - 40 Harun Hodžić Extremos derechos - 08 Benjamin Richert Extremos izquierdos - 03 Queido Traoré - 76 Arthur Anquetil Pívots - 07 Iñaki Peciña - 13 Adrien Vergely - 23 Pierre Paturel | Laterales izquierdos - 17 Simen Holand Pettersen - 27 Nikoloz Kalandadze - 37 Alejandro Costoya - 55 Iosu Goñi Leoz Centrales - 11 Sebastian Skube - 25 Lucas Vanègue Laterales derechos - 15 Adam Tomášek - 51 Hugo Pimenta - 95 Gustavo Rodrigues |